# شريك في بيت ريفي (فلم)
شريك في بيت ريفي (بالإنجليزية: A Prairie Home Companion) هو فيلم كوميديا
أُصدر في 2006. ومن توزيع Picturehouse (company) ‏، وقد أخرجه روبرت ألتمان، وكَتَب السيناريو Garrison Keillor ‏.

## القصة
تدور أحداث الفيلم عن برنامج منوعات تسجيلي شهير، يتم تسجيله أمام الجمهور. البرنامج ظل يقدم لفترة طويلة قبل أن يتم إلغاءه. وفي آخر حلقة يتم تسجيلها يتبارى المشاركون في البرنامج في إظهار أفضل ما لديهم، مما يدهش مسؤولي البرنامج.

## طاقم التمثيل
- Garrison Keillor [الإنجليزية]‏
- فيرجينيا مادسن
- جون ك. رايلي
- مايا رودولف
- ميريل ستريب
- ليندزي لوهان
- تومي لي جونز
- كيفين كلاين
- وودي هارلسون
- إل. جونز
- ليلي توملن

## الإنتاج

### الموسيقى
موسيقى الفيلم التصويرية من تلحين Garrison Keillor ‏.

## الاستقبال

### الجوائز والترشيحات
الجوائز
الترشيحات

## وصلات خارجية
- مقالات تستعمل روابط فنية بلا صلة مع ويكي بيانات